# Мартін Коштал
Мартін Коштал (словац. Martin Košťál, нар. 23 лютого 1996, Нове Замки) — словацький футболіст, півзахисник клубу «Ягеллонія». Виступав, зокрема, за клуби «кальчіо Спарта Трнава Іі» та «Вісла» (Краків).

## Ігрова кар'єра
Народився 23 лютого 1996 року в місті Нове Замки, вихованець місцевого однойменного клубу. У 2011—2013 роках тренувався з «Нітрою», після чого повернувся до рідної команди. У другій половині 2014 року відправився в оренду до «Спартака II» (Трнава). У січні 2015 року перейшов до «Спартака» на повноцінній основі, але продовжував вистпати за резервну команду клубу. На початку 2016 року почав залучатися до першої команди. 19 березня 2016 року зіграв перший матч у Суперлізі, проти ДАК 1904 (Дунайська Стреда) (1:0). А через місяць відзначився дебютним голом у поєдинку проти «Скалиці» (5:1). У липні 2016 року дебютував у єврокубках у поєдинку з «Шираком» (2:0) у кваліфікації Ліги Європи 2016/17 року. Влітку 2017 року, по завершенні терміну дії контракту, він вирішив завершити клуб. Загалом зіграв 18 матчів у «Спартаку», відзначився 1 голом.
У червні 2017 року проходив перегляд у краківській «Віслі» під керівництвом Кіко Рамірес. А через два місяці підписав з клубом 2-річний контракт. 26 серпня 2017 року дебютував в Екстраклясі в нічийному (1:1) поєдинку проти «Лехії» (Гданськ). Дебютним голом у польському чемпіонаті відзначився 19 серпня 2018 року в поєдинку проти «Леха» (Познань) (5:2). У січні 2019 року, через серйозні фінансові проблеми у «Віслі», залишив клуб та перейшов до «Ягеллонії». Станом на 7 березня 2019 року відіграв за команду з Білостока 4 матчі в національному чемпіонаті.

## Статистика виступів

### Статистика клубних виступів
| Сезон                          | Команда                        | Чемпіонат                      | Чемпіонат | Чемпіонат | Національний кубок | Національний кубок | Національний кубок | Континентальні кубки | Континентальні кубки | Континентальні кубки | Інші змагання | Інші змагання | Інші змагання | Усього | Усього | Усього |
| Сезон                          | Команда                        | Ліга                           | Ігор      | Голів     | Ліга               | Ігор               | Голів              | Ліга                 | Ігор                 | Голів                | Ліга          | Ігор          | Голів         | Ігор   | Голів  |        |
| ------------------------------ | ------------------------------ | ------------------------------ | --------- | --------- | ------------------ | ------------------ | ------------------ | -------------------- | -------------------- | -------------------- | ------------- | ------------- | ------------- | ------ | ------ | ------ |
| 2014–15                        | «Спарта II» (Трнава)           | 1Л                             | 29        | 3         |                    | -                  | -                  |                      | -                    | -                    |               | -             | -             | 29     | 3      |        |
| 2015–16                        | «Спарта II» (Трнава)           | 1Л                             | 10        | 0         |                    | -                  | -                  |                      | -                    | -                    |               | -             | -             | 10     | 0      |        |
| 2016–17                        | «Спарта II» (Трнава)           | 1Л                             | 12        | 2         |                    | -                  | -                  |                      | -                    | -                    |               | -             | -             | 12     | 2      |        |
| Усього за «Спарта II» (Трнава) | Усього за «Спарта II» (Трнава) | Усього за «Спарта II» (Трнава) | 51        | 5         |                    | -                  | -                  |                      | -                    | -                    |               | -             | -             | 51     | 5      |        |
| 2014–15                        | «Спартак» (Трнава)             | ЧС                             | 0         | 0         | КС                 | 1                  | 0                  |                      | -                    | -                    |               | -             | -             | 1      | 0      |        |
| 2015–16                        | «Спартак» (Трнава)             | ЧС                             | 7         | 1         | КС                 | 0                  | 0                  | ЛЄ                   | 0                    | 0                    |               | -             | -             | 7      | 1      |        |
| 2016–17                        | «Спартак» (Трнава)             | ЧС                             | 11        | 0         | КС                 | 1                  | 0                  | ЛЄ                   | 1                    | 0                    |               | -             | -             | 13     | 0      |        |
| Усього за «Спартак» (Трнава)   | Усього за «Спартак» (Трнава)   | Усього за «Спартак» (Трнава)   | 18        | 1         |                    | 2                  | 0                  |                      | 1                    | 0                    |               | -             | -             | 21     | 1      |        |
| 2017–18                        | «Вісла» (Краків)               | ЕК                             | 4         | 0         | КП                 | 1                  | 0                  |                      | -                    | -                    |               | -             | -             | 5      | 0      |        |
| 2018–19                        | «Вісла» (Краків)               | EK                             | 10        | 1         | КП                 | 1                  | 0                  |                      | -                    | -                    |               | -             | -             | 11     | 1      |        |
| Усього за кар'єру              | Усього за кар'єру              | Усього за кар'єру              | 83        | 7         |                    | 4                  | 0                  |                      | 1                    | 0                    |               | -             | -             | 88     | 7      |        |